# Перекошка
Перекошка – один з найбільших ставків м. Люботин. Входить в мережу ставків на річці  Люботинка. 

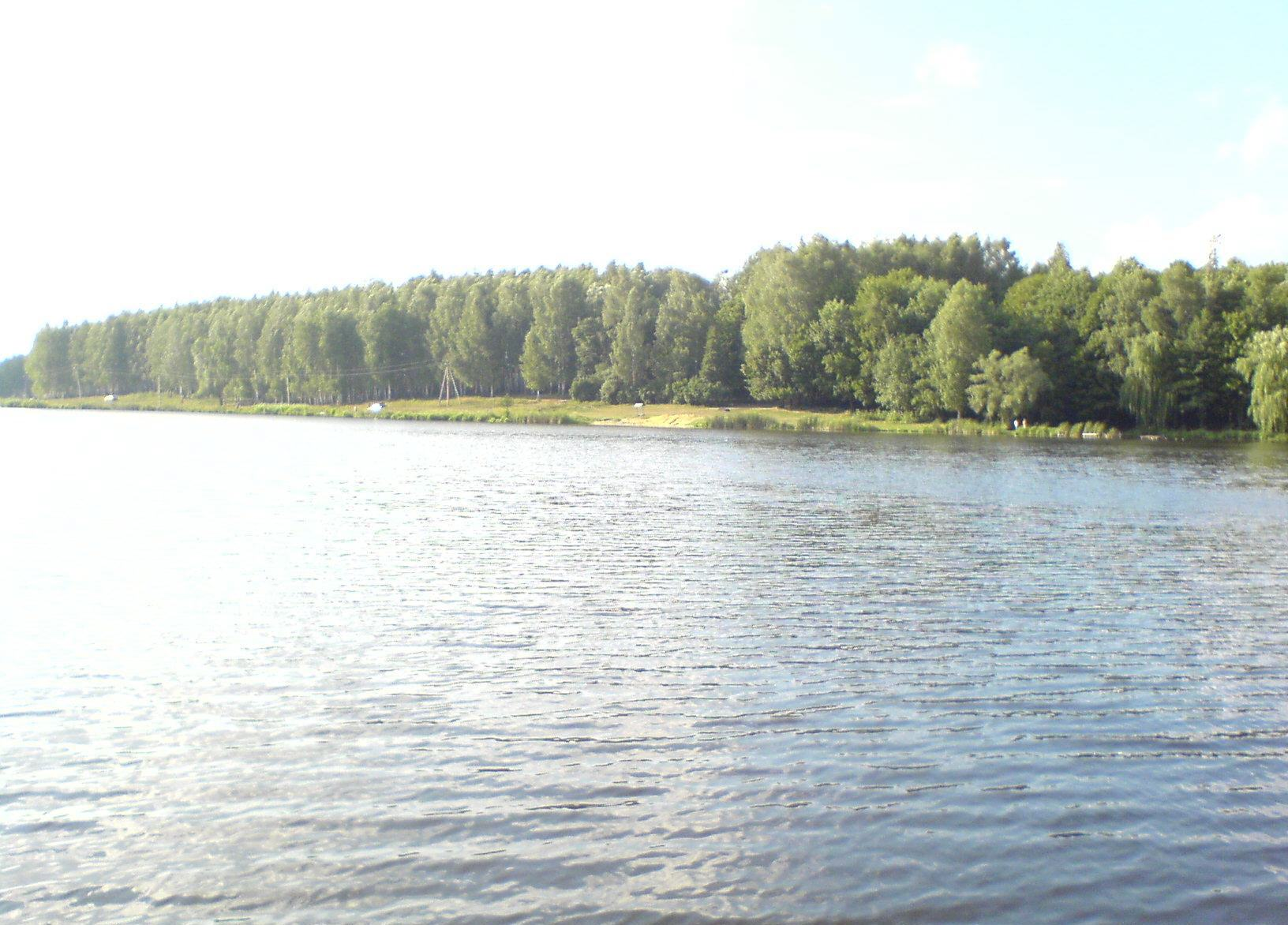
ставок Перекошка (вид на «Дорослий»пляж)

## Географія
Ставок знаходиться недалеко від центру міста. Найпростіший проїзд до ставка - вулицею Злагоди (колишня Леніна). 
По обох боках ставка знаходяться лісонасадження, на одному березі — дубові, на іншому -  березові. У березовому гайку розташований міський будинок рибалки.
Середня глибина ставка — 4 метри, хоча в центрі ставка є на порядок більші глибини.
Ставок відносно багатий на рибу, люботинці рибалять на ставку протягом всього року.

## Історія
Ставок побудований за царських часів в ході робіт по загаченню річки Люботинки.
Назву отримав через розташування на пересіченій («перекошеній») місцевості, але серед місцевого населення існує кілька альтернативних легенд, як то про «перекошену» жінку, що жила над ставком, або про маєток князя Перекошки, що знаходився на березі Люботинки.

## Відпочинок
Перекошка – одне з найпопулярніших місць відпочинку люботинців.
Ставок придатний для купання, на ставку 2 піщані пляжі:
- «Дорослий» пляж - у місці, де ставок має найбільші глибини
- «Дитячий» пляж - у найменш глибокій затоці ставка, де глибина не перевищує 2,5 метрів

Крім того, з боку вулиці Злагоди місцеве населення застосовує для купання ґрунтовий, так званий «Дикий», пляж.
В радянські часи на ставку було 2 човнові станції (споряджені в т.ч. і катамаранами) і будинок відпочинку, які на сьогодні практично повністю зруйновані через загальну занедбаність.